# رنگ شب (فیلم ۱۹۹۴)
رنگ شب (به انگلیسی: Color of Night) یک فیلم در ژانر درام، رومانتیک، تریلر و شهوانی محصول سال ۱۹۹۴ ایالات متحده به کارگردانی ریچارد راش است. فیلمنامه اثر داستانی از بیلی ری نوشته متیو چپمن است.
از بازیگرانی که در این فیلم به ایفای نقش پرداخته‌اند، می‌توان به بروس ویلیس، جین مارچ، روبن بلیدز، لزلی ان وارن، اسکات باکولا، براد دوریف، لانس هنریکسن، کوین جی اکونر، اریک لا سال، کاتلین ویلهویت، جف کوری، شرلی نایت و اریک آواری اشاره کرد.
رنگ شب در باکس آفیس شکست خورد و برنده جایزه تمشک طلایی به عنوان بدترین فیلم سال ۱۹۹۴ شد. مجله ماکسیم نیز این فیلم را به عنوان «بهترین صحنه سکس» در تاریخ سینما معرفی کرد.
رنگ شب اولین اکران فیلم دیزنی بود که رتبه NC-17 را توسط انجمن تصاویر متحرک آمریکا دریافت کرد؛ و در حالی که انتشارات ویدئویی در مقیاس نمایشی و گسترده فیلم هر دو با نسخه‌های ویرایش شده با درجه R انجام می‌شد، دیزنی نسخه NC-17 را در برخی از بازارهای بین‌المللی در دسترس قرار داد.

## داستان
دکتر «بیل کاپا»، روان‌شناس نیویورکی، پس از اینکه «میشل»، یک بیمار ناپایدار از لحاظ روانی، با پریدن از پنجره مطب او، در مقابل چشمانش جان خود را از دست می‌دهد؛ در افسردگی عمیقی فرورفته و با مشاهده بدن خون آلود او به کوررنگی مبتلا می‌شود؛ و توانایی دیدن رنگ قرمز را از دست می‌دهد. بیل برای حل مشکلش به لس آنجلس سفر می‌کند. یک دوست همکار درمانگر، «دکتر باب مور» از او دعوت می‌کند تا در یک جلسه گروه درمانی که توسط دادگاه دولت فدرال تشکیل شده‌است؛ شرکت کند.
در این بین، باب با خشونت و با ضربات پی در پی چاقو به قتل می‌رسد و بیل در معمای مرگ دوستش غوطه ور می‌شود. «ستوان هکتور مارتینز» همه افراد گروه درمانی مور از جمله بیل را مظنون به قتل می‌داند. بیل به زندگی در خانه باب ادامه می‌دهد و با «رُز»، که یک زن جوان و زیبا اما مرموز است؛ در یک تصادف رانندگی آشنا می‌شود. آنها رابطه عاشقانه ای را آغاز می‌کند؛ و در خانه باب با همبستر شدن با هم، رابطه جنسی پرشور و حرارتی را تجربه و تکرار می‌کنند.
گروه درمانی باب شامل افراد زیر است:
- «کلارک»، مردی که مبتلا به وسواس شدید فکری است.
- «سوندرا»، که اعتیاد به سکس با مردان مسن و ثروتمند دارد.
- «باک»، افسر سابق پلیس که زن و دخترش را بخاطر یک تسویه حساب مافیایی ازدست داده‌است.
- «کیسی»، نقاشی که تصاویر سادو مازوخیسمی را می‌کشد.
- «ریچی»، یک نوجوان ۱۶ ساله که در کودکی به او تجاوز شده و سابقه مصرف مواد دارد.
پس از اینکه کیسی به طرز خشونت‌آمیزی به قتل رسیده‌است، بیل با دیدن جنازه غرق در خون کیسی، بینایی خود را به دست می‌آورد. بیل هدف چندین سوء قصد رانندگی قرار می‌گیرد. او به کمک اعضای گروه و مصاحبه با تک تک آنها، متوجه می‌شود که همه بیمارانش به جز یکی از آنها رابطه عاشقانه وجنسی با رز داشته‌اند. او در نهایت متوجه می‌شود که «ریچی» همان رز است، که تغییر چهره داده‌است و قتل‌ها کار برادر دیوانه‌اش «دیل» بوده‌است.
بیل با ملاقات با همسر «دکتر نیدر مایر» که روان‌پزشک «ریچی» برادر واقعی دیل و رز بوده‌است؛ متوجه می‌شود «دکتر نیدرمایر»، ریچی را مورد آزار و اذیت جنسی قرار داده‌است؛ و پس از خودکشی ریچی، دیل انتقام او را گرفته‌است. دیل خودکشی ریچی را مخفی و از رز برای بازی در نقش برادرشان سوء استفاده می‌کرده‌است. رز با فشار دیل در طول درمان، تحت شخصیت دیگری به نام «بانی» روابط جنسی خود را با سایر بیماران آغاز کرده‌است؛ و دیل که بعد از قتل موفق به بیرون کشیدن رز از گروه نشده‌است؛ از ترس اینکه به زودی ارتباط رز و ریچی فاش شود، اقدام به کشتن روانپزشکان بعد از نیدرمایر که به واقعیت نزدیک می‌شده‌اند، می‌کرده‌است.
بیل با دیل در کارگاهش، رو به رو شده و دیل بر او چیره می‌گردد؛ و می‌خواهد او را با تفنگ میخ‌کوبی به قتل برساند، اما در عوض توسط رز که عاشق بیل شده‌است؛ کشته می‌شود. رز که به شدت آسیب دیده‌است، سعی می‌کند خودکشی کند؛ ولی بیل موفق می‌شود او را منصرف سازد.